# 밀라노 대교구
밀라노 대교구(이탈리아어: Arcidiocesi di Milano, 라틴어: Archidioecesis Mediolanensis)는 밀라노, 몬차, 레코 및 바레세 지역을 포함하는 이탈리아 가톨릭 교회의 라틴 교회 영역 또는 대교구이다. 그것은 오랫동안 교구 영토의 대부분에서 여전히 사용되는 자체 라틴어 전례 예식인 암브로시오 전례를 유지해 왔다. 과거 대주교들 중 더 잘 알려진 인물로는 성 암브로스, 성 카를 보로메오, 교황 비오 11세, 성 바오로 6세 등이 있다.
밀라노 대교구는 베르가모, 브레시아, 코모, 크레마, 크레모나, 로디, 만토바, 파비아, 비제바노 등의 교구를 포함하는 밀라노의 교회 관구의 대교구이다.
밀라노의 대교구는 유럽에서 가장 크고, 세계에서 가장 많은 사제가 있는 대교구로 2,648명의 사제가 교구에 거주하고 있으며 그중 1,861명이 세속적 사제이다.

## 역사
전설에 따르면, 복음은 성 바르나바(St. Barnabas)에 의해 밀라노에 전해졌으며 밀라노의 초대 주교인 성 아나탈론(St. Anathalon)은 그 사도의 제자였다. 그러나 디오클레티아누스 황제의 개혁에 따라 교회의 교구가 시민(로마) 교구에서 진화했기 때문에 200년 이전에는 그곳에 교구가 설립될 수 없었다. 313년 로마에서 열린 라테라노 공의회에 참석한 3세기와 4세기 초의 박해 동안 몇몇 기독교인들이 순교를 당했고, 밀라노에서 숭배를 받았다. 그들 중에는 프로타시우스(디오클레티아누스의 첫 번째 박해), 빅토르, 나보르와 펠릭스, 나사리우스와 켈수스 등이 있었다. 313년 황제 콘스탄티누스 1세와 리키니우스가 로마 제국의 종교적 관용을 선언한 밀라노 칙령을 발표하면서 박해는 끝났다.
역사적으로 밀라노 교회는 교황과 완전한 친교를 이루어 왔다. 그 주교 중에는 로마 황제 콘스탄티우스 2세가 부과한 배교에 단호히 반대했던 유스토기우스 1세와 디오니시우스가 포함되어야 한다. 디오니소스는 카파도키아로 유배되었고 (355년), 로마인들은 아우센티우스를 밀라노의 주교좌에 앉혔다. 아욱센시우스가 사망하자 위대한 성 암브로시우스(Saint Ambrose, 374-397)가 밀라노 사람들에 의해 주교로 선출되었다. 그의 후계자들 중에는 심플리시아누스(Simplicianus), 원로원 의원, 다키우스(Dacius, 530-52)가 있었는데, 그는 고딕 전쟁으로 인해 거의 항상 콘스탄티노폴리스에서 망명 생활을 했다.
롬바르드족의 침략을 받는 동안 밀라노의 교회에는 많은 일들이 일어났다. 롬바르드족이 비잔틴 제국의 적이었던 이래로 3장 분열은 38년 동안 밀라노 교회의 자치권을 보장했다. 롬바르족 알보인에 의한 밀라노 포위 공격으로 주교 호노라투스(568)는 많은 수의 성직자들과 함께 제노바에서 피난처를 찾았다.
10세기에 밀라노의 대주교는 황제의 봉건제가 되어 그의 관할권을 북서 이탈리아 전역으로 확장했다. 이들 중 가장 두드러진 것은 아리베르토 다 인티미아노(Ariberto da Intimiano, 1018-45)였다. 시민들의 권력이 커짐에 따라 대주교의 권력은 약화되었고, 고위 성직자가 대표하는 제국의 권위와 함께 12세기 이후 밀라노는 황제와 싸운 구엘프의 도시가 되었다. 13세기의 오토네 비스콘티 대주교는 스스로를 ‘영원한 군주’로 선포함으로써 밀라노 공화국을 멸망시키고, 1277년부터 1447년까지 밀라노 공국을 통치한 비스콘티 가문의 권력을 확립했다.
밀라노 교회의 근대사를 알린 인물은 1564년부터 1584년까지 밀라노 대주교였던 성 가롤로 보로메오(Saint Charles Borromeo)였다. 그는 반종교개혁 기간 동안 주도적인 인물이었고, 가톨릭 교회의 중요한 개혁에 책임이 있었다. 그의 목회적 노력은 페데리코 보로메오(1631년 사망)와 주세페 포조 보넬리(1783년 사망)와 같은 후계자들도 뒤따랐다.
20세기에는 밀라노의 두 추기경이 교황으로 선출되었다. 1922년에는 아킬레라티 추기경이 교황 비오 11세에, 1963년에는 조반니 바티스타 몬티니 추기경이 교황 바오로 6세로 선출되었다. 밀라노 교회는 1979년부터 2002년까지 가톨릭 개혁파가 가장 좋아했던 카를로 마리아 마르티니 추기경이 통치했다.

## 현재의 리더쉽
2017년 7월 7일 현재 밀라노 대주교는 마리오 엔리코 델피니(Mario Enrico Delpini) 대주교로, 이전에 밀라노 대교구장과 보조 주교를 지낸 교황 프란치스코에 의해 임명된 이후 계속 봉직하고 있다. 델피니는 2011년부터 재임 중이었으며 유력한 교황이었던, 은퇴한 안젤로 스콜라 추기경의 뒤를 이어 계승 했다.
델피니 대주교는 4명의 보조 주교인 에르미니오 데 스칼치, 루이지 스투키, 프랑코 아그네시, 파올로 마르티넬리의 도움을 받았다. 2020년 4월 30일 프란치스코 교황은 스투키와 데스칼치의 사임을 승인했다. 같은 날 교황은 조반니 라이몬디와 주세페 베게찌를 보조 주교로 임명했다.

## 같이 보기
- 안젤로 스콜라